# Santiago Abascal
Santiago Abascal Conde (Bilbao, 14 aprile 1976) è un politico spagnolo, presidente del partito politico di estrema destra Vox ed ex membro del Partito Popolare.

## Biografia
Studia sociologia all'Università di Deusto, laureandosi nel 2003. Sia il padre di Abascal (membro del Partito Popolare per oltre 35 anni)  che il nonno (sindaco durante la Spagna franchista) erano politici baschi locali. La sua famiglia è stata minacciata dai terroristi dell'ETA.
È padre di cinque figli, due avuti nel primo matrimonio e tre nel secondo, con la blogger Lidia Bedman..

### Nel PP
Membro del Partito Popolare all'età di 18 anni, nel 1994, Abascal è consigliere comunale di Llodio per due mandati (1999-2007).
Eletto con il PP nella circoscrizione dell'Álava, fa parte del Parlamento basco dal gennaio 2004 al febbraio 2005, e riconfermato da ottobre 2005 a gennaio 2009.
È stato nominato direttore dell'Agenzia per la protezione dei dati della Comunità di Madrid nel febbraio 2010, ricoprendo la carica fino a dicembre 2012.
Nel novembre 2013 lascia il Partido Popular sostenendo differenze inconciliabili con la sua leadership, dal disaccordo con l'atteggiamento del partito di fronte ai casi di corruzione che lo hanno travolto (caso Gürtel), con la politica adottata verso il gruppo terroristico ETA da parte del governo di Mariano Rajoy e del Partito Popolare dei Paesi Baschi (per esempio il rilascio di Josu Uribetxeberria Bolinaga) e verso il nazionalismo basco e catalano, accusando Rajoy di "tradire le idee" del Partito Popolare.

### In Vox
Poco dopo, nel gennaio 2014, partecipa alla presentazione pubblica del partito politico Vox (già registrato nel dicembre 2013) insieme a José Antonio Ortega Lara, José Luis González Quirós e Ignacio Camuñas, costituito con un'impronta nazionalista con l'obiettivo di essere un'alternativa alla partitocrazia del PP e del PSOE, rigenerare la democrazia, avvicinare la politica ai cittadini e difendere l'unità della nazione spagnola.
Ricopre la carica di segretario generale provvisorio di questa formazione fino al 20 settembre dello stesso anno quando è eletto presidente dal 91% dei militanti. Viene poi riconfermato nell'incarico nelle successive assemblee del 2016 e 2018.
Il 28 aprile 2019 è eletto deputato alle Cortes, nelle file del suo partito, e confermato in novembre, dove porta Vox a essere il terzo partito spagnolo.

## Posizioni e idee politiche
Abascal, inizialmente nazionalista e conservatore, dal 2014 si è spostato su posizioni ultra-nazionaliste, sovraniste e nativiste, parla di "Grande Spagna" e di "Spagna unita", senza timore di definirsi anche come "reazionario". Nei suoi discorsi evoca spesso la "Reconquista", ed ha come modelli Marine Le Pen, Donald Trump, Jair Bolsonaro, Giorgia Meloni e Matteo Salvini.
In un'intervista rilasciata al Corriere della Sera a novembre del 2019, ha dichiarato che «Vox rivendica l'ispanosfera, o l'iberosfera con i nostri vicini portoghesi, come spazio naturale della Spagna, insieme con l'Europa», e che il partito aveva i seguenti punti nella propria agenda politica: messa al bando dei separatisti catalani e ripristino dell'ordine costituzionale, ritorno allo Stato dei poteri delle comunità autonome, difesa delle frontiere, sicurezza urbana, tutela del ceto medio, taglio delle imposte, informazione e assistenza alle donne intente ad abortire, libertà educativa delle famiglie. Si dichiara inoltre favorevole all'immigrazione dall'America Latina, in quanto assimilabile culturalmente e linguisticamente. Contestualmente, ha affermato che Jorge Bergoglio è un riferimento spirituale per i cattolici quando agisce in relazione al "deposito della fede", ma non quando opera da leader politico, pronunciandosi in merito al diritto di accoglienza e alla quantificazione dei migranti da ospitare nel territorio di una nazione sovrana.
Il programma politico di Santiago Abascal prevede nel 2018 l'espulsione di tutti gli immigrati clandestini, la costruzione di "muri invalicabili" nelle enclavi africane spagnole di Ceuta e Melilla, il divieto dell'insegnamento dell'Islam, l'esaltazione degli "eroi nazionali", l'eliminazione di tutti i parlamenti regionali e l'opposizione al nazionalismo catalano.
Fa della lotta contro il femminismo - che chiama "femminazi" - una delle sue priorità. Ostile alla politica di lotta contro la violenza di genere, ritiene che gli uomini siano stigmatizzati dalle femministe. Climatoscettico, crede che il riscaldamento globale sia la "più grande truffa della storia".
Sul fronte economico, rivendica l'eredità di José Maria Aznar (presidente del governo dal 1996 al 2004), ed è un sostenitore di una linea liberista e conservatrice, compresa una forte riduzione della spesa pubblica.

## Opere
- Secesión y exclusión en el País Vasco, Ikusager Ediciones, Vitoria, 2004
- '¿Derecho de autodeterminación? Sobre el pretendido derecho de secesión del Pueblo Vasco, Centro de Estudios Políticos y Constitucionales, 2004
- La farsa de la autodeterminación. El plan Ibarretxe: al asalto del País Vasco y España, Ediciones Áltera, Barcellona, 2005
- En defensa de España. Razones para el patriotismo español(con Gustavo Bueno Sanchez) , Ediciones Encuentro, Madrid, 2008
- No me rindo (con Gonzalo Altozano), La Esfera de los Libros, Madrid, 2014
- Hay un camino a la derecha (con Kiko Méndez-Monasterio), Stella Maris, Madrid, 2015